# 18 h 39
 (novembre 2024).
18 h 39 est une installation multimédia sous forme de jeu vidéo d'aventure pointer-et-cliquer. Le jeu a été développé par Serge Bilous, Fabien Lagny et Bruno Piacenza, et édité par les éditions Flammarion.

## Système de jeu
Le jeu présente la photographie en noir et blanc d'un appartement dans lequel deux hommes armés brutalisent une femme. Le joueur est invité à explorer les détails de la photographie afin de deviner le sens de la scène.